# Brulleia lutea
Brulleia lutea är en stekelart som beskrevs av He och Chen 1993. Brulleia lutea ingår i släktet Brulleia och familjen bracksteklar. Inga underarter finns listade.